# Johann Friedrich von Recke

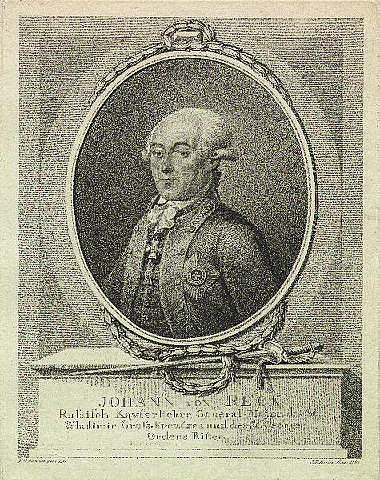
Johann Friedrich von Recke

Johann Friedrich von Recke (* 1. August 1764 in Mitau; † 13. September 1846 ebenda) war ein deutschbaltischer Altertumsforscher, Literaturhistoriker und Sammler.

## Leben
Johann Friedrich von Recke war der Sohn des Mitauer Kaufmanns und Bürgermeisters Johann Reck. Er besuchte die Große Stadtschule (1774–1779) und die Academia Petrina (1779–1781) in Mitau. 1781 begann er sein Studium der Rechtswissenschaften, Geschichte, Altertumskunde und Philosophie an der Georg-August-Universität Göttingen. 1781 wurde er etwa zeitgleich mit Piter Poel Mitglied des einflussreichen Göttinger Studentenordens „ZN“; Piter Poel erwähnt ihn in seinen Erinnerungen. Nach einem Aufenthalt in Paris kehrte er 1785 nach Mitau zurück.
Durch Herzog Peter von Kurland gefördert, war er seit 1787 Mitarbeiter des Archiv- und Lehnsekretärs; im Jahr darauf übertrug ihm der Herzog dieses Amt. Anschließend, von 1796 bis 1801, war er Sekretär der kurländischen Gouvernementsverwaltung, danach, von 1801 bis 1826, Rat des kurländischen Kameralhofes, seit 1816 mit dem Titel eines Kollegienrates. 1823 wurde er zum korrespondierenden Mitglied der Göttinger Akademie der Wissenschaften gewählt. 1824 erhielt er den TitelStaatsrat, dazu wurde ihm der Wladimir-Orden 4. Klasse verliehen. Die Russische Akademie der Wissenschaften in Sankt Petersburg nahm ihn im Dezember 1829 als korrespondierendes Mitglied auf. 1824 und 1825 amtierte Recke als stellvertretender Vizegouverneur. 1826 wurde er wegen Veruntreuung eines unterstellten Mitarbeiters aus dem Staatsdienst entlassen, nach einigen Jahren aber rehabilitiert und pensioniert.
Dies gab ihm den Freiraum, gemeinsam mit Karl Eduard von Napiersky ab 1827 das Allgemeine Schriftsteller- und Gelehrten-Lexikon der Provinzen Livland, Esthland und Kurland herauszugeben. Er war Mitbegründer der Kurländischen Gesellschaft für Literatur und Kunst sowie des kurländischen Provinzialmuseums und gab die von 1805 bis 1807 erschienene Zeitschrift Wöchentliche Unterhaltungen für Liebhaber deutscher Lektüre in Rußland heraus.

## Mitgliedschaften und Ehrungen
- Recke war Ehrenmitglied zahlreicher wissenschaftlicher Gesellschaften und Vereinigungen in ganz Europa.[5]
- Ehrenbürger der Stadt Mitau
- Ehrendoktor der Universität Göttingen